# 프란시스코 크루세타
프란시스코 알베르토 크루세타(Francisco Alberto Cruceta, 1981년 7월 4일 ~ )는 도미니카 공화국의 야구 선수이자, 현재 멕시코 멕시칸 리그 사라페로스 데 살티요의 선수이다.

## 미국 프로 야구시절

### 로스앤젤레스 다저스
1999년 5월 20일, 아마추어 자유 계약 선수로 로스앤젤레스 다저스와 입단 계약을 체결했다. 세 시즌 동안 도미니카 여름 리그에 속한 도미니카 여름 다저스 팀에서 활동한다. 2002년 다저스는 크루세타를 싱글 A 팀인 사우스 조지아 웨이브스로 보낸다. 2002년 7월 28일 다저스는 인디언스의 투수 폴 슈이를 얻기 위해 크루세타를 테리 머홀랜드, 리카르도 로드리게스와 함께 클리블랜드 인디언스로 트레이드시킨다. 인디언스 팀은 크루세타를 싱글A 팀인 킨스턴 인디언스로 보낸다.

### 클리블랜드 인디언스
킨스턴 인디언스 팀에서 선발 7경기에 나와 2승 무패, 평균 자책 2.50을 기록하였고, 2002년 11월에는 클리블랜드 인디언스의 40인 선수 명단에도 들 수 있었지만 2004년 말이 되어서야 메이저 리그에서 뛸 수 있었다. 2003년에는 더블A 팀인 애크론 에어로스 팀에서 뛰게 되었고 그 해에 13승 9패 평균자책 3.09를 기록하였고, 2004년 6월 중순에는 트리플 A 팀인 버펄로 비슨스로 승격되기도 했다. 그 해 메이저 리그 가을 확장 선수 명단에도 이름을 올릴 수가 있었고, 부상당한 C.C. 사바시아 선수를 대신해서 선발 투수 로테이션에 들기도 하였다. 2004년 9월 21일 디트로이트 타이거스와의 메이저 첫 경기에서 4이닝 동안 5 실점하였지만 인디언스가 8-7로 역전승을 해서 패전은 면할 수 있었다. 9월 26일 미네소타 트윈스와의 경기에서는 3.2 이닝동안 4실점하였고 팀이 6-2로 지는 바람에 크루세타에게도 패전이 기록되었다. 2005년에는 다시 트리플A 팀인 버펄로 팀으로 복귀했지만 선발과 구원투수로서의 고민에 빠지게 되었다. 이후 인디언스는 크루세타를 40인 보호 선수 명단에서 제외되는 지명할당 처분을 하였고 시애틀 매리너스 팀이 웨이버 트레이드를 통해 산하 마이너 리그 트리플A 팀인 타코마 레이니어스 팀으로 데려오게 된다.

### 시애틀 매리너스
2006년 시즌 전에 시애틀 매리너스의 스프링 캠프에서 많은 시간을 보냈지만, 트리플A 팀인 타코마에서 시즌 개막을 맞이했다. 그 해 28경기에 선발 등판하여 13승 9패 4.38의 평균자책점을 기록하였고, 삼진은 퍼시픽 코스트 리그에서 선두였다. 그 해 9월이 되자 시애틀은 크루세타를 임시 선발 투수로 활용했지만, 캔자스시티 로열스 전에서 만루 홈런 포함 1이닝동안 5실점하였다. 이후 구원투수로 3번 더 등판했지만 5이닝 동안 3실점하였고 결국 팀은 연말에 크루세타를 웨이버 공시하였다. 텍사스 레인저스 팀이 크루세타를 영입했고 트리플A 팀인 오클라호마 레드학스에 배정했다.

### 텍사스 레인저스
2007년 금지약물인 스테로이드를 사용한 것이 적발되어 50경기 출장 정지 처분을 받았다. 복귀 후 25경기에 나와 3승 무패 평균 자책 3.02를 기록하였고, 65.2이닝 동안 탈삼진은 60개였다. 도미니카 겨울 리그에도 참가하여 인상적인 활약을 보여주었고 디트로이트 타이거스는 2007년 11월 30일 크루세타와 입단 계약을 맺는다.

### 디트로이트 타이거스
2008년 시즌 조엘 주마야와 페르난도 로드니가 어깨부상으로 빠진 타이거스의 불펜에서 크루세타가 그들의 공백을 메꿔줄 것으로 기대됐지만 2007년의 금지약물 징계(단백동화 스테로이드 복용)로 인해 크루세타의 입국비자신청은 보류되었고 4월 9일이 되어서야 비자가 나왔다. 4월 30일이 돼서야 타이거스에 합류할 수 있었고 13번 등판하여 승없이 3패에 5.40의 평균 자책을 기록하였다. 6월 3일 지명 선수 할당이 되어 결국 트리플A 톨레도에 합류하게 되었고 시즌 종료 후 자유 계약 선수가 된다.

## KBO 리그시절
2008년 12월 KBO 리그 삼성 라이온즈와 입단 계약을 맺었다. 미국에서 주로 중간계투진으로 뛰다가 2009년 시즌 선발 투수로 활동하여 9승 10패, 평균자책점 4.36을 기록했다. 그는 넥센 히어로즈전에 특히 강한 면모를 보여 주었는데 같은 해 6월 3일 경기 개시 후 연속 탈삼진 타이 기록(6타자)을 세웠으나 이 기록은 2017년 6월 23일 앤디 밴 헤켄(7타자)에 의해 갱신됐다. 2010년 재계약에 성공했으나, 6승 10패로 부진하여 시즌 후 방출되었다.

## 통산기록
| 리그      | 년도      | 소속       | 평균자책 | 경기수 | 승 | 패 | 세 | 홀드 | 완투 | 완봉 | 이닝  | 피안타 | 피홈런 | 4사구 | 탈삼진 | 실점 | 자책점 | 비고 |
| --------- | --------- | ---------- | -------- | ------ | -- | -- | -- | ---- | ---- | ---- | ----- | ------ | ------ | ----- | ------ | ---- | ------ | ---- |
| MLB       | 2004      | 클리블랜드 | 9.39     | 2      | 0  | 1  | 0  | 0    | 0    | 0    | 7.2   | 10     | 1      | 5     | 9      | 9    | 8      |      |
| MLB       | 2006      | 시애틀     | 10.80    | 4      | 0  | 0  | 0  | 0    | 0    | 0    | 6.2   | 10     | 2      | 6     | 2      | 8    | 8      |      |
| MLB       | 2008      | 디트로이트 | 5.40     | 13     | 0  | 3  | 0  | 1    | 0    | 0    | 11.2  | 13     | 2      | 11    | 11     | 8    | 7      |      |
| KBO       | 2009      | 삼성       | 4.36     | 30     | 9  | 10 | 0  | 0    | 1    | 1    | 157.0 | 134    | 11     | 115   | 127    | 90   | 76     |      |
| KBO : 1년 | KBO : 1년 | KBO : 1년  | 4.36     | 30     | 9  | 10 | 0  | 0    | 1    | 1    | 157.0 | 134    | 11     | 115   | 127    | 90   | 76     |      |
| MLB : 3년 | MLB : 3년 | MLB : 3년  | 7.96     | 19     | 0  | 4  | 0  | 1    | 0    | 0    | 26.0  | 33     | 5      | 22    | 22     | 25   | 23     |      |

## 참조
1. ↑  Visa application approved for Cruceta (영어) 《mlb.com》, 2008년 4월 9일 작성
2. ↑  삼성, 외국인 투수 에르난데즈-크루세타 영입 확정 《마이데일리》, 2008년 12월 22일 작성
3. ↑  ‘코리안 드림’ 뒤에 대리인이? 한국 야구 용병시장 쥐락펴락 《동아일보》, 2009년 1월 16일 작성
4. ↑  '66일 만에 승리' 크루세타, "5이닝 이상 책임진다는 각오로 던졌다"[깨진 링크(과거 내용 찾기)] - OSEN
5. ↑  정명의 (2017년 6월 23일). “'탈삼진 쇼' 밴헤켄 vs 소사, 밴헤켄만 웃었다”. 뉴스1. 2020년 11월 4일에 확인함.